# تری آنتونز
تری آنتونز (یونانی: Eλευθέριος Αντώνης؛ زادهٔ ۲۶ نوامبر ۱۹۹۳) یک بازیکن فوتبال اهل استرالیا است.
وی همچنین در تیم ملی فوتبال استرالیا بازی کرده‌است.